# 김두현 (농구 선수)
김두현(1979년 4월 12일 ~ )은 대한민국의 농구 선수이며, 포지션은 가드이다. 2003년 KBL 신인드래프트 전체 9순위로 서울 SK 나이츠에 입단하였으며, 이후 2007년 이병석과의 맞트레이드로 울산 모비스 피버스로 이적하였다.

## 학력
- 성남초등학교
- 낙생중학교
- 삼일상업고등학교
- 고려대학교

## 경력
- 2003년 - 2005년 서울 SK 나이츠 입단
- 2007년 - 2010년 울산 모비스 피버스 입단